# Día Sexto
David Saiz Moreno, més conegut pel nom artístic de Día Sexto, (València, 31 d'octubre de 1986) és un cantant de música rap en llengua castellana valencià. Des del 2015 integra la banda Sons of Aguirre amb el nom artístic de WillyLET.

## Biografia
En els seus primers anys, quan tot just tenia 10 anys, li encantava crear melodies i ritmes. Començà amb ritmes electrònics, que era el que més controlava. El seu nom artístic és un invent d'un dels seus companys de classe, que va treure del seu nom "David" la "V" i la "I" per crear el nombre romà VI. Més tard va donar el salt al rap, sempre amb corrents de rock, heavy i música clàssica. Ha interpretat cançons contra el feixisme, com ara «HSM (Haber Sime Muero)».

## Discografia[1]
- 2006: Rap-Art
- 2008: 2.0.0.8
- 2009: Fibra Sensible
- 2010: R-Evolución
- 2011: El Secreto de Ki.En.Gi
- 2012: Tiempos de Cambio[6]
- 2016: (amb Sons of Aguirre): Si es legal es ético, si no fuera ético, sería ilegal
- 2018: (amb Sons of Aguirre i Scila): Azul/Rojo